# Palacio de Deportes Hamou Boutlelis
El Palacio de Deportes Hamou Boutlelis es un pabellón deportivo multipropósito que cuenta con asientos en su totalidad, situado en Orán, en el norte del país africano de Argelia. Tiene capacidad para 5000 personas. Fue sede de la Copa de balonmano de campeones de África en 1988 y de la copa FIVB de voleibol masculino sub-19 de 2005 y del torneo de clasificación del Gran Premio Mundial FIVB 2012. 
Entre los deportes practicados allí se encuentran el Fútbol sala, balonmano, baloncesto, voleibol, las Artes marciales (Karate, Judo, Kickboxing ... etc), Boxeo y Gimnasia.